# Varahša
Varahša (anche Varakhsha) è un sito dell'antica Sogdiana, localizzato nei pressi di Bukhara, nell'attuale Uzbekistan ed abitato dal II all'XI secolo.

## Storia
Gli scavi, effettuati dal 1937 al 1953, diretti dell'archeologo Siškin, hanno portato alla luce pitture murali di epoca preislamica, generalmente datate tra il VI e l'VIII secolo. Eseguite a tempera su uno strato di argilla diluita, ornavano le mura di un palazzo costruito in mattoni nella cittadella e correvano, disposte a fregio, attorno ad alcune stanze. Motivi ornamentali o geometrici occupavano la parte inferiore delle pareti. Dell'insieme decorativo non sopravvivono che alcune parti, attualmente conservate all'Ermitage di San Pietroburgo.
Una processione di animali, di cacciatori a cavallo e di elefanti con gualdrappe, nell'atto di lottare contro dei grifoni alati, e un leopardo ornavano le pareti della grande sala centrale del palazzo. Alcuni animali fantastici erano dipinte nella Sala dei grifoni. Un altro locale presentava sulla parte occidentale un fregio di guerrieri e su quella meridionale un re circondato dalla corte. Altre formelle dipinte provengono da altre parti dell'edificio, tra queste, un guerriero vincitore in sella a un elefante bianco e scene di caccia. I soggetti, descrittivi o epici, non sembrano avere alcun significato religioso.
Le composizioni, equilibrate ed abbastanza semplici, si distaccano dai fondi uniti, generalmente rossi. Elementi molto diversi caratterizzano lo stile composito delle pitture del sito, che si ricollegano alla secolare tradizione dell'Asia centrale, così come è stato messo in luce negli scavi di Pazyryk (V secolo a.C.) e di Noïn-Ula (I secolo d.C.). Numerosi motivi, tra i quali vesti, armature e ornamenti, grifoni, il tema dell'uccello inscritto in un medaglione con perle, hanno origine iraniana. Alcune reminiscenze achemenidi si accompagnano ad una forte influenza sasanide, mentre certi tratti stilistici rimandano alla cultura artistica indiana.
L'insieme delle decorazioni è molto vicino alle pitture delle altre località più o meno corve dell'antica Sogdiana: Balalyk-Tepe, a nord dell'Amu-Darya, e soprattutto Pendžikent, a sud-est di Samarcanda, dove si ritrovano lo stesso tipo di personaggi, di motivi decorativi e la diffusa rappresentazione di grifoni. Questi ultimi raffronti sono confermati dallo stile degli stucchi trovati a Varahša e testimoniano l'originalità della cultura sogdiana.

## Curiosità
Questo sito è stato incluso nella Tentative List dell'UNESCO nel 2008. Le rovine dell'antica città sono state incluse nel sito seriale Vie della Seta: corridoio Zarafshan-Karakum, iscritto nel 2023 nella lista dei patrimoni dell'umanità dell'UNESCO.

## Galleria d'immagini

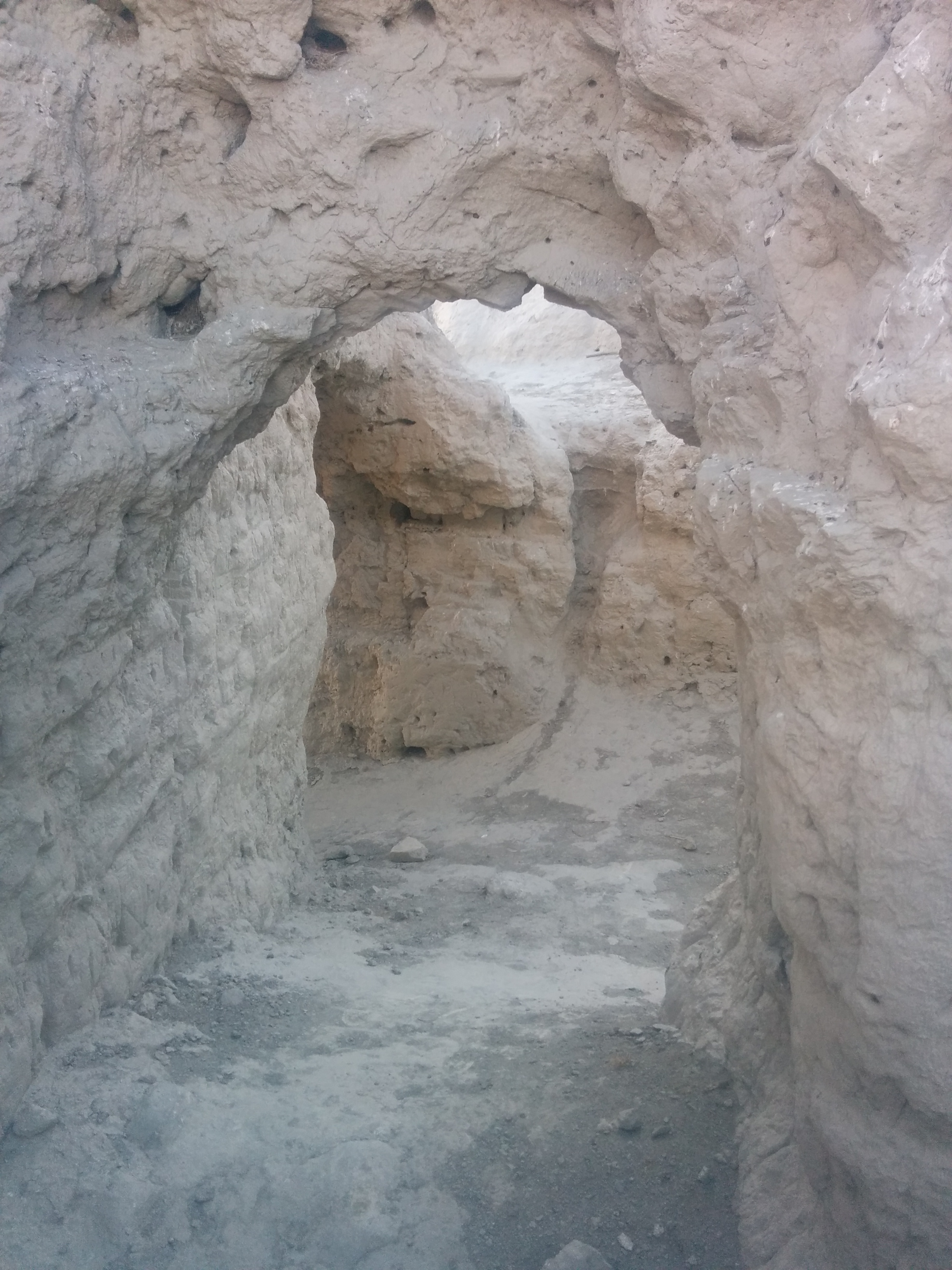
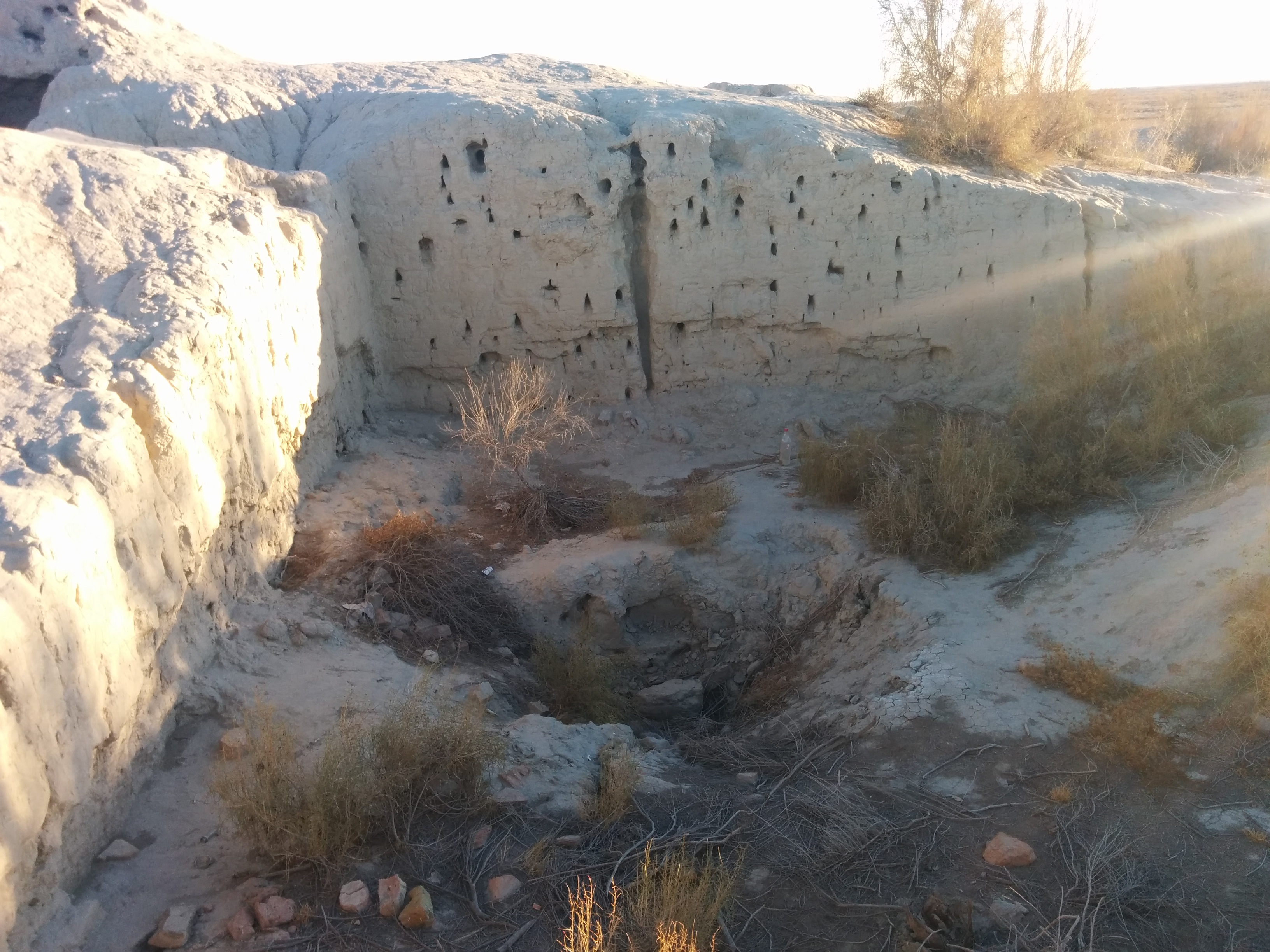
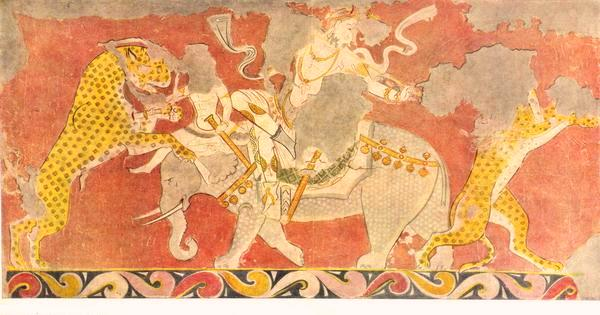